# NGC 5560
NGC 5560 este o galaxie spirală situată în constelația Fecioara. A fost descoperită în 30 aprilie 1786 de către William Herschel. Se află la o distanță de 15,56 megaparseci de Pământ.